# Gafrarium pectinatum
Gafrarium pectinatum ist eine marine Muschel-Art aus der Familie der Venusmuscheln (Veneridae). Die Art ist im tropischen Indopazifik einschließlich des Roten Meeres beheimatet. Sie ist ein Lessepsscher Einwanderer im südöstlichen Mittelmeer. In Südostasien und auch im Golf von Sues wird die Art kommerziell gefischt.

## Merkmale
Das gleichklappige, seitlich eingeengte Gehäuse wird bis 5 cm lang. Es ist im Umriss länglich-eiförmig, deutlich länger als hoch. Pfeiffer gibt ein Verhältnis von Länge zu Höhe zu Dick von 39:29:16 mm an. Der Hinterrand ist verlängert. Es ist ungleichseitig mit deutlich vor der Mittellinie sitzenden (etwa auf ein Fünftel von vorne), nach vorne eingerollten, sehr kleinen Wirbeln. Die Lunula ist schmal und herzförmig. Sie ist bräunlich mit violetter Tönung unter der Wirbel. Die Area ist schmal und lanzettförmig. Das Ligament ist eingesenkt. In jeder Klappe sind drei Hauptzähne und je ein vorderer Seitenzahn vorhanden. Die Schließmuskel ist annähernd gleich groß. Die Mantellinie ist nicht oder nur sehr schwach eingebuchtet.
Die Ornamentierung besteht aus radialen, knotigen Rippen, die sich mit schwächeren randparallelen Anwachsstreifen kreuzen. Im hinteren Teil des Gehäuses sind die Rippen nicht mehr radial, sondern schwach nach oben gebogen, oft auch unterbrochen. Die Rippen vermehren sich durch die Einschaltung von Zwischenrippen. Die Rippen sind daher sehr unterschiedlich breit. Der innere Gehäuserand ist gekerbt. Das Gehäuse ist außen weißlich bis cremefarben, gelegentlich mit Flecken auf den radialen Rippen. Die innere Oberfläche ist weißlich mit cremefarbener Tönung innerhalb der Mantellinie. Das Ligament ist violett getönt.

Rechte und linke Klappe des gleichen Tieres:

Rechte Klappe
Linke Klappe

## Ähnliche Arten
Gafrarium pectinatum ist in Größe und Umriss sehr ähnlich der Art Gafrarium tumidum. Die radialen Rippen sind gröber, die Knoten sind gröber und die randparallelen Striae sind kräftiger. Letztere Art wird allerdings von Markus Huber als Synonym von Gafrarium pectinatum aufgefasst.

## Geographische Verbreitung und Lebensraum
Das Verbreitungsgebiet der Art sind die tropischen Teile des Pazifischen und Indischen Ozeans einschließlich des Roten Meeres. Von dort wanderte die Art wohl schon vor 1900 durch den Sues-Kanal in das Mittelmeer ein. 1905 wies eine Studie die Art in Port Said (Ägypten) nach. Sie blieb allerdings an den Küsten des südöstlichen Mittelmeers eine seltene Art. Erst seit Ende des 20. Jahrhunderts wurde sie an den Küsten Israels, des Libanons bis in die Südtürkei häufiger gefunden und ist nun dort fest etabliert.
Gafrarium pectinatum kommt im Gezeitenbereich und im flachen Wasser bis etwa 20 Meter Wassertiefe vor. Die Tiere leben eingegraben in schlammigen und sandigen Kiesböden, die meist mit Seegräsern bewachsen sind.

## Lebensweise
Die Tiere sind getrenntgeschlechtlich. Es gibt zwei Laichperioden im Jahr, im Frühjahr und im Herbst. Bereits ab einer Gehäuselänge von 16 bis 20 Millimeter (10 bis 13 mm) sind sie geschlechtsreif. Die Tiere werden bis zu drei Jahre alt.

## Taxonomie
Das Taxon wurde bereits 1758 von Carl von Linné als Venus pectinata begründet. Es ist die Typusart der Gattung Gafrarium Röding, 1798. Die Gattung Gafrarium wird von Markus Huber in drei Untergattungen unterteilt: Gafrarium (Crista) Römer, 1857, Gafrarium (Gafrarium) Röding, 1798 und Gafrarium (Roemeriana) M. Huber, 2010. Die Untergattungsgliederung wird nicht von allen Autoren anerkannt bzw. benutzt.